# Linus Ullmark
Linus Ullmark (ur. 31 lipca 1993 w Lugnvik, Szwecja) – szwedzki hokeista, gracz NHL, reprezentant Szwecji.

## Kariera klubowa
- MODO Hockey (25.11.2012 - 27.05.2014)
- Buffalo Sabres (27.05.2014 - 28.07.2021)
  -  Rochester Americans (2015 - 2018)
- Boston Bruins (28.07.2021 -

## Kariera reprezentacyjna
- Reprezentant Szwecji na MŚ w 2014
- Reprezentant Szwecji na MŚ w 2022

## Sukcesy
Reprezentacyjne
- Brązowy medal z reprezentacją Szwecji na MŚ w 2014

Indywidualne
- Występ w Meczu Gwiazd ligi AHL w sezonie 2016-2017
- Występ w Meczu Gwiazd ligi AHL w sezonie 2017-2018
- Występ w Meczu Gwiazd NHL w sezonie  2022-2023